# Edmond Lachenal
Pour les articles homonymes, voir Lachenal.

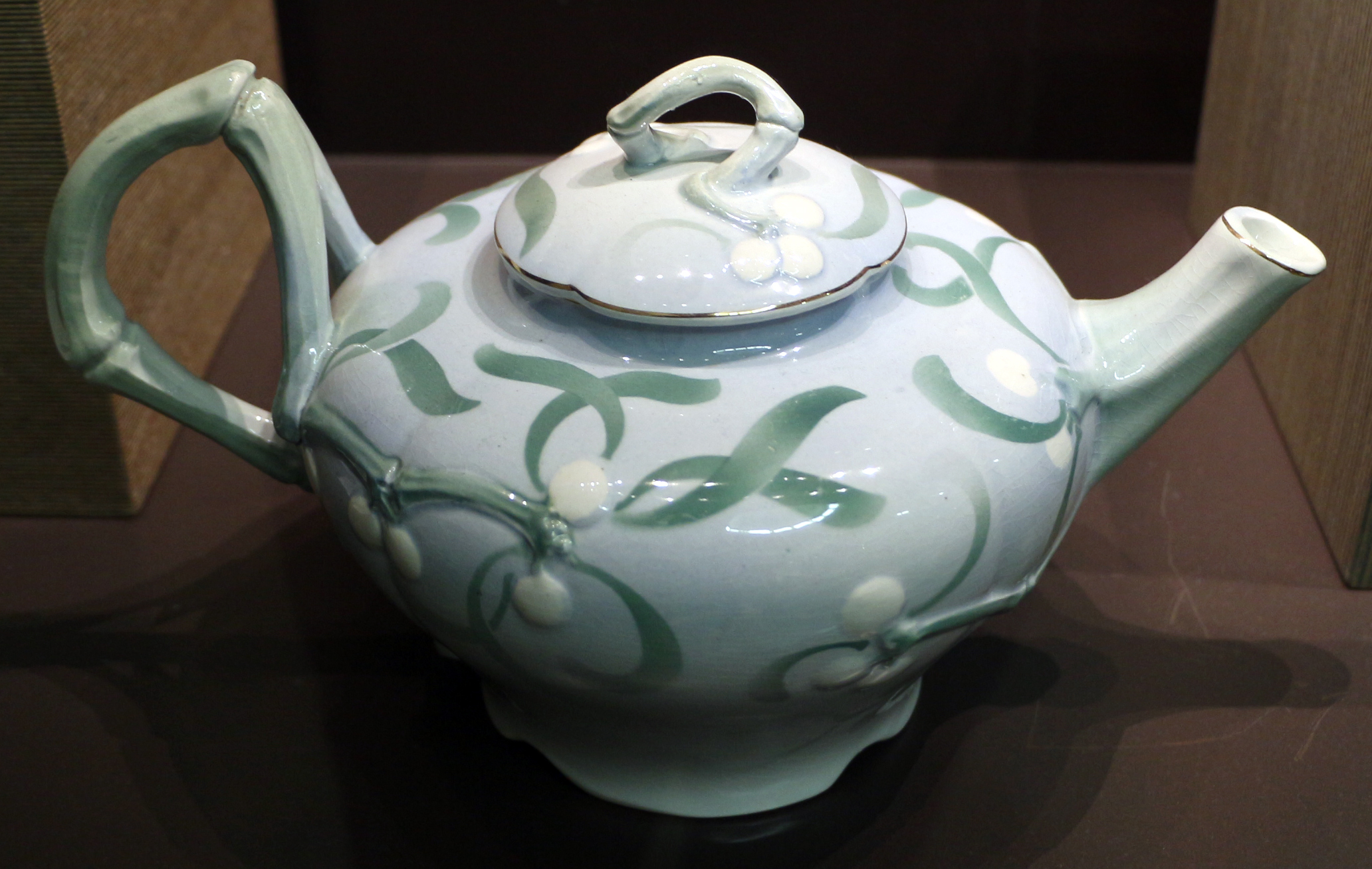
Théière du service Gui, Paris, musée d'Orsay.

Edmond Lachenal, pseudonyme d’Édouard Achille Lachenal, né le 3 juin 1855 à Paris, ville où il est mort, dans le 7e arrondissement, le 10 juin 1948, est un céramiste, peintre et sculpteur français.

## Biographie
Son père est Jean-Pierre Lachenal. Edmond Lachenal a épousé Anna Cloarec. Ils ont deux enfants : Raoul et Jean-Jacques. Les deux seront des céramistes reconnus.
Dès 1867, Edmond Lachenal est apprenti potier à Vaugirard chez Victor Rouvier. En 1870, Edmond Lachenal s'engage dans la garde nationale, il fait partie des volontaires au 127e bataillon
Il est embauché par Théodore Deck, céramiste connu pour ses innovations techniques, pour ses écrits et ses créations. En 1875, Lachenal est dispensé de service militaire. Il devient chef d'atelier chez Deck. Il crée son propre atelier en 1881 à Malakoff, puis il déménage à Châtillon-sous-Bagneux. Il transférera ensuite son atelier au no 22 rue de Verneuil à Paris.
Poursuivant les travaux de son maître, Edmond Lachenal met au point l'émail mat « aux tons pastels, veloutés et givrés », pour reprendre l'expression de Maurice Rheims. Cette invention, reconnue par les sculpteurs comme valorisant leurs œuvres, lui permet de collaborer avec plusieurs d'entre eux.
Il participe à de nombreuses expositions. Pour l'Exposition universelle de 1889, il envoie une  paire de vases en faïence crème, ornés de branchages rouges en relief. Il présente aussi un service, orné d’animaux, pour Sarah Bernhard, ce qui lui vaut une médaille d'or. C'est la renommée dont il bénéficie alors qui conduira la revue Les Annales à lui commander le servie de table. Il est présent à l'Exposition universelle de 1900, au Salon de la Société nationale des beaux-arts à partir de 1891, et au Salon des artistes décorateurs dont il est membre actif en 1904.
En 1904 également, Edmond Lachenal abandonne la céramique et transmet son atelier à son fils Raoul. Il se tourne alors vers la comédie et joue avec Sarah Bernhardt. Il se consacre également à la peinture sur chevalet et au pastel. Son nom continue cependant d'apparaître, par exemple, dans le catalogue du Salon des artistes décorateurs de 1920, dans lequel son fils Raoul expose, il est mentionné son changement d'adresse pour le no 1 rue Delannoy à Versailles.
Il est nommé chevalier de la Légion d'honneur par décret du 16 août 1900 et officier par décret du 30 décembre 1933.
Edmond Lachenal meurt le 10 juin 1948 en son domicile dans le 7e arrondissement de Paris, et, a été inhumé au cimetière communal de Châtillon.

## Ses créations

### Les étapes de son œuvre
Edmond Lachenal est d'abord remarqué comme collaborateur de Théodore Deck : il reçoit une mention très honorable à l'Exposition universelle de 1893 à Vienne en 1873. Deck en fait alors son chef l'atelier. Les premières créations qu'il réalise dans son propre atelier, qu'il crée en 1881, sont encore très proches de celles réalisées chez Deck. Il produit des faïences dans le goût d'İznik.
Après avoir reçu la médaille d'or à l'Exposition universelle de Paris en 1889, il se tourne vers le grès, puis les grès flammés, tout en poursuivant ses productions antérieures. il est, comme beaucoup d'artistes de cette période, influencé  par le japonisme et par l'Art nouveau.

#### Collaboration avec d'autres artistes
Tout au long de son activité, Lachenal collabore avec d'autres artistes, en particulier avec des sculpteurs. En général le sculpteur façonne sa pièce qu'il confie à Lachenal ; ce dernier procède alors au glaçage et à la finition.
Lachenal travaille avec Georges de Feure (qui poursuivra avec Raoul Lachenal), ainsi qu'avec Hector Guimard pour ses entrée du métropolitain, avec Auguste Rodin, Louis Dejean, René de Saint-Marceaux, Agnès de Frumerie, Jeanne Jozon…

### Le service de table pourLes Annales politiques et littéraires
Le journal Les Annales politiques et littéraires commande à Edmond Lachenal un service de table destiné à la vente à ses abonnés. Ce service de table est vendu aux abonnés de la revue pour le prix de 85 francs pour « le service de table pour 12 couverts, de 74 pièces » et de 40 francs pour « le service à dessert, pour 12 couverts (42 pièces) ». Le journal publie une longue lettre de l'artiste qui décrit de façon sommaire les phases de production et de façon précise ce qu'il a conçu et qui a trait à la décoration ; il explique la façon dont celle-ci est posée sur les pièces. Le musée d'Orsay à Paris conserve des pièces de ce service.

#### Les phases de fabrication
Edmond Lachenal résume ainsi les étapes de fabrication : « je ne vous exposerai pas toutes les phases de fabrication d'un service de table, en commençant par l'étude des formes, l'exécution des modèles en plâtre, des moules, l'estampage en pâte de faïence, les encastages, l'enfournement et la cuisson de terre dite biscuit, les différents modes de décoration, la cuisson de petit feu, dite de dégraissage, puis l'émaillage et la cuisson de l'émail, cela nous entraînerait beaucoup trop loin… »

#### Le motif de décoration
Il décore le service qu'il crée  en retenant comme base le gui : « J'ai travaillé d'après nature, étudiant les formes au crayon, à l'aquarelle, cherchant des courbes souples, stylisant la plante ; puis, une fois bien documenté il a fallu prendre toutes les pièces les unes après les autres et trouver les combinaisons harmonieuses pour chacune d'elles, éviter la monotonie sans tomber dans l'excès contraire, car un service, pour être réussi doit avoir une bonne tenue d'ensemble. Les nuances choisies sont très douces, dégradées du vert de gui naturel en des mauves mourants. Les baies se détachent en parles blanches sur un fond de ciel brumé gris bleuté, très tendre, couvrant légèrement une partie des pièces. »

#### La réalisation de la décoration
Les  phases techniques d'application de la décoration sur les pièces du service sont décrites avec précision : « La décoration s'applique sur le biscuit, c'est-à-dire sur la pâte, qui est cuite à un très fort feu d'environ mille degrés. Les couleurs sont délayées à l'eau avec une légère addition de gomme arabique, le biscuit est absolument blanc mat et assez absorbant.Les couleurs s'emploient sur la pâte comme l'aquarelle sur le papier. Quand la peinture est terminée. la pièce est soumise à un feu léger qui fixe la décoration, brûle les impuretés qui se trouvent dans les couleurs et facilite l'émaillage qui se fait par trempage ou par vaporisage. C'est ce dernier procédé qui sera employé pour le service des Annales : l'émail sera projeté sur les pièces au moyen d'un vaporisateur. Cette couverte, qui est opaque à l'emploi, devient absolument transparente après la fusion. C'est ce que l'on appelle “peinture sous couverte” ou “sous-émail” ; c'est dire qu'elle est absolument inaltérable. »  
Edmond Lachenal ne réalise pas lui-même les opérations techniques, il travaille avec la manufacture Keller et Guérin à Lunéville. 

## Réception critique
Louis Énault, journaliste et romancier, écrit, en 1895, dans la revue La Grande Dame : revue de l'élégance et des arts, en rendant compte d'une exposition d'art décoratif moderne : « Edmond Lachenal est une des physionomies d'artistes les plus parisiennes que nous ayons. Je n'ai pas à faire ici l'éloge de sa pâte, souple et moelleuse, au grain délicat, aux colorations harmonieuses et suaves. Sa main féconde et facile est prête pour toutes les œuvres. »
La reconnaissance de la qualité des créations d'Edmond Lachenal n'est pas perceptible seulement dans les expositions ou les articles de presse, de grands artistes de son temps se sont portés acquéreurs de ses travaux. Ainsi Anne Lajoix rapporte, dans un article sur « Auguste Rodin et les arts du feu », que Rodin achète, dès 1895, des œuvres en grès d'Edmond Lachenal, et qu'il collaborera ensuite avec lui.
Dans un article paru en 2003 dans Le Monde, Roxana Azimi écrit : « Une revalorisation pour la céramique 1900 se dessine depuis trois ans », mais elle note « un net écart entre les œuvres qui relèvent de l'art nouveau », dont le prix est nettement supérieur à celle qui relèvent de l'Art déco, « certains artistes restent sous-cotés.[…] Une coloquinte sang de bœuf d'Edmond Lachenal (1855-1930) a trouvé preneur à seulement 1 800 euros, alors qu'une pièce de Pierre-Adrien Dalpayrat (1844-1910) a atteint 6 000 euros ».

## Élèves
Parmi les nombreux élèves d'Edmond Lachenal, les plus connus — outre son fils Raoul — sont Émile Decœur (1876-1953) avec qui il travaille de 1876 à 1907, et Henri Simmen (1880-1963).

## Œuvres

### Œuvres dans les collections publiques
États-Unis
- New York, Metropolitan Museum of Art : 12 œuvres[20].

France
- Besançon, musée des Beaux-Arts et d'Archéologie : Louis Pasteur, médaillon.
- Châtillon, maison du Patrimoine : 30 œuvres.
- Boulogne-sur-Mer, château-musée : Cruche.
- Lunéville, jardin du château Stanislas dit les Bosquets, parc public : Monument au poète Charles Guérin, 1909, calcaire, en collaboration avec Horace Daillion[21].
- Nancy, musée des Beaux-Arts : Coupe Daum, 1898, coupe à décor de marronnier.
- Nantes, musée  Dobrée : Coupe.
- Nevers, musée de la Faïence et des Beaux-Arts : Vase.
- Paris :
  - musée des Arts décoratifs : 
    - Vase, Salon de la Société nationale des beaux-arts de 1894[22] ;
    - 12 boutons en grès, vers 1900.

  - musée d'Orsay :
    - Vase à trois anses[23] ;
    - 19 autres pièces.

  - musée Rodin : La Pleureuse, dit aussi La Douleur ou femme qui pleure, 1896, d'après le plâtre de 1885 d'Auguste Rodin.
- Quimper, musée départemental breton : deux Enfants bretons, vers 1890, d'après Jeanne Jozon.
- Saint-Amand-les-Eaux, musée de la Tour Abbatiale.

### Œuvres diverses
- Sada Yacco[24], en collaboration avec Agnès de Frumerie, biscuit de faïence à couverte polychrome mate, 24 × 17 cm[25] ;
- Buste de femme, en collaboration avec Horace Daillion, présenté à l'Exposition universelle de 1893 à Chicago[26].
- Victor Hugo, vers 1885, médaillon en faïence mat velouté[27].

Œuvres d'Edmond Lachenal
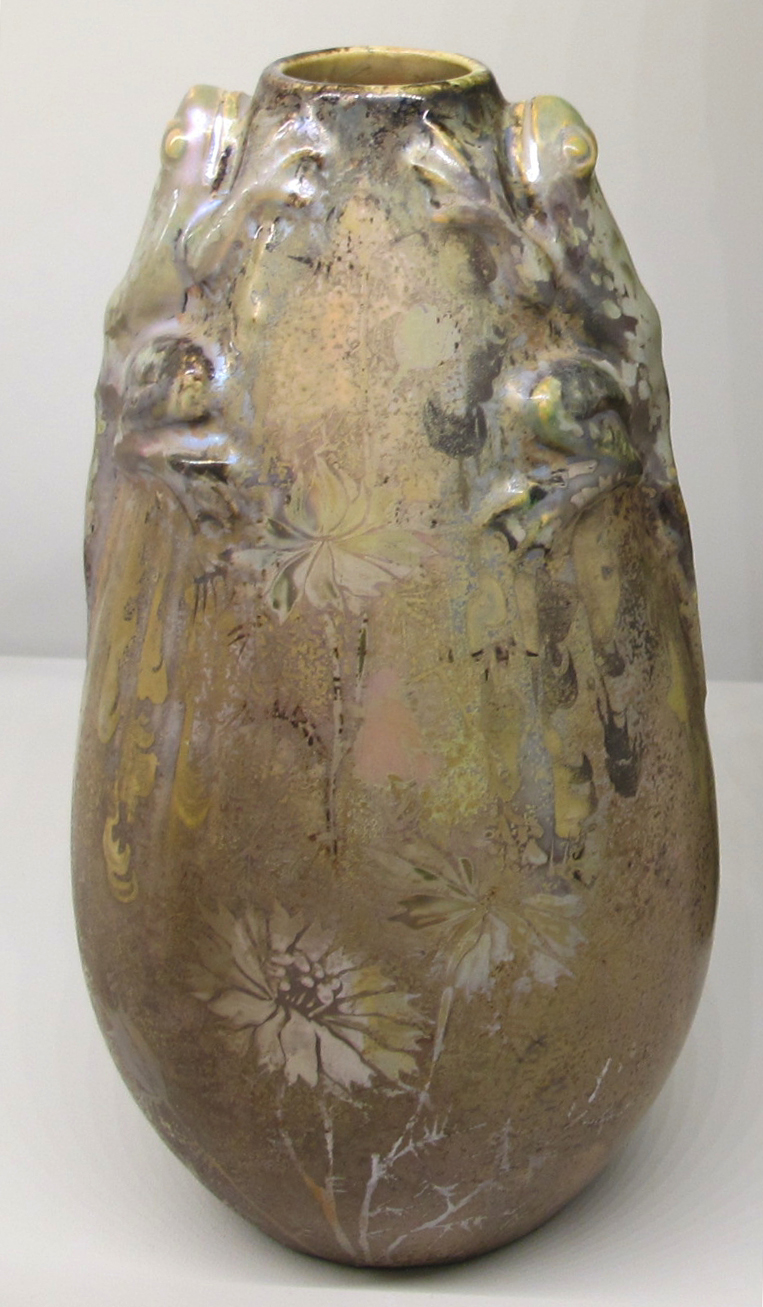
Edmond Lachenal avec Keller et Guerin, Vase (1895), Lunéville. Paris, musée des Arts décoratifs.
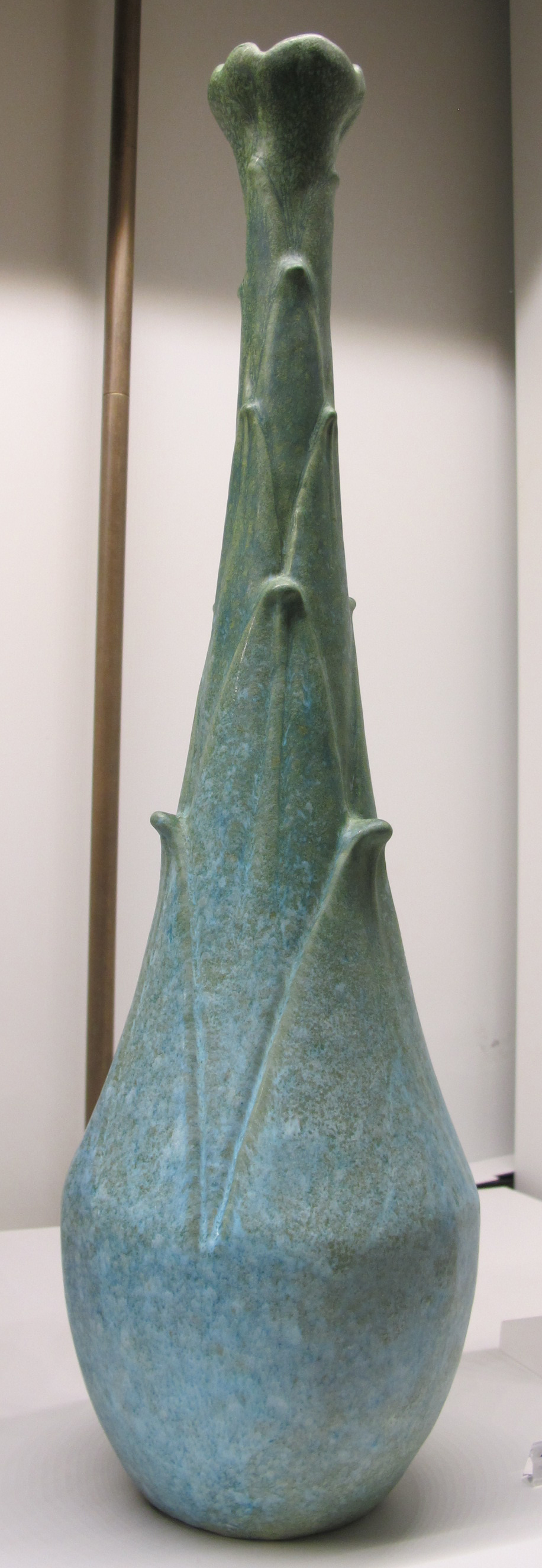
Edmond Lachenal et Émile Decœur, Vase (1902), Paris, musée des Arts décoratifs.
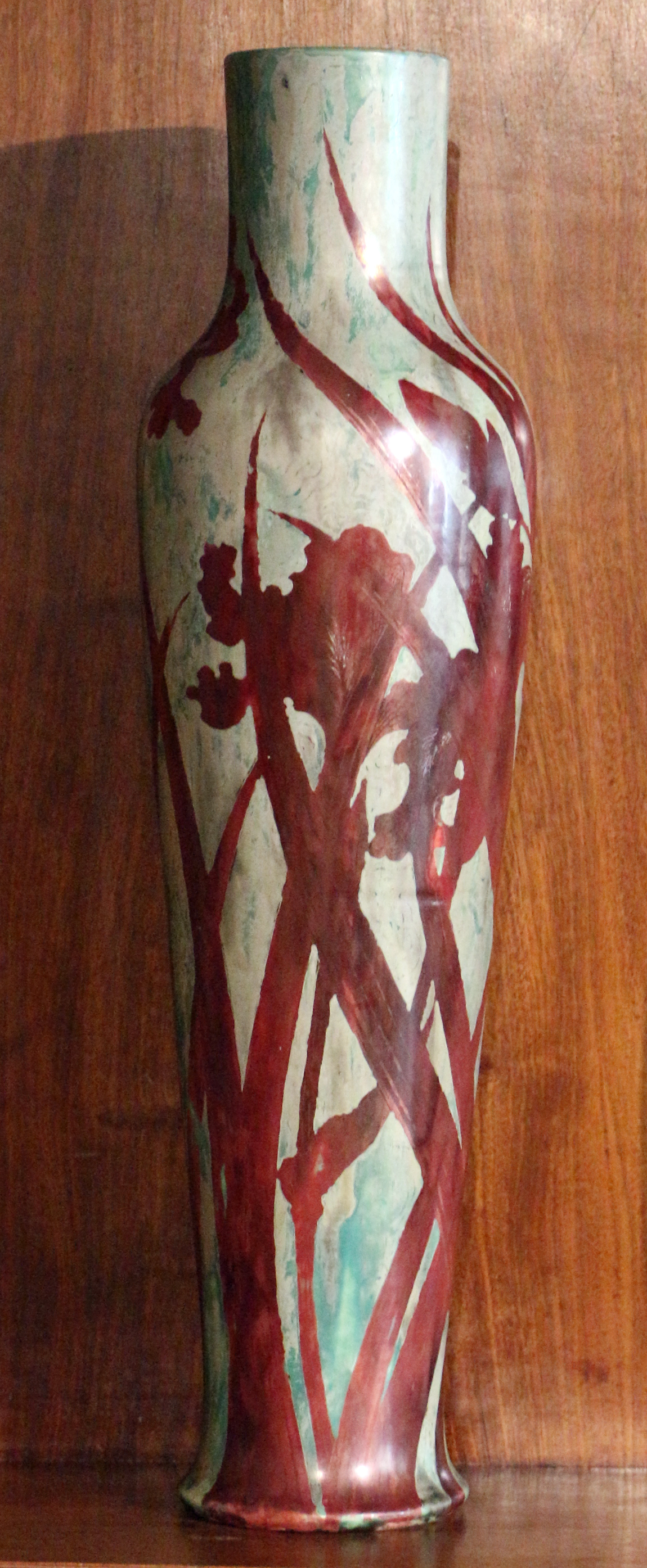
Vase avec décor iris (1895), Paris, musée d'Orsay.
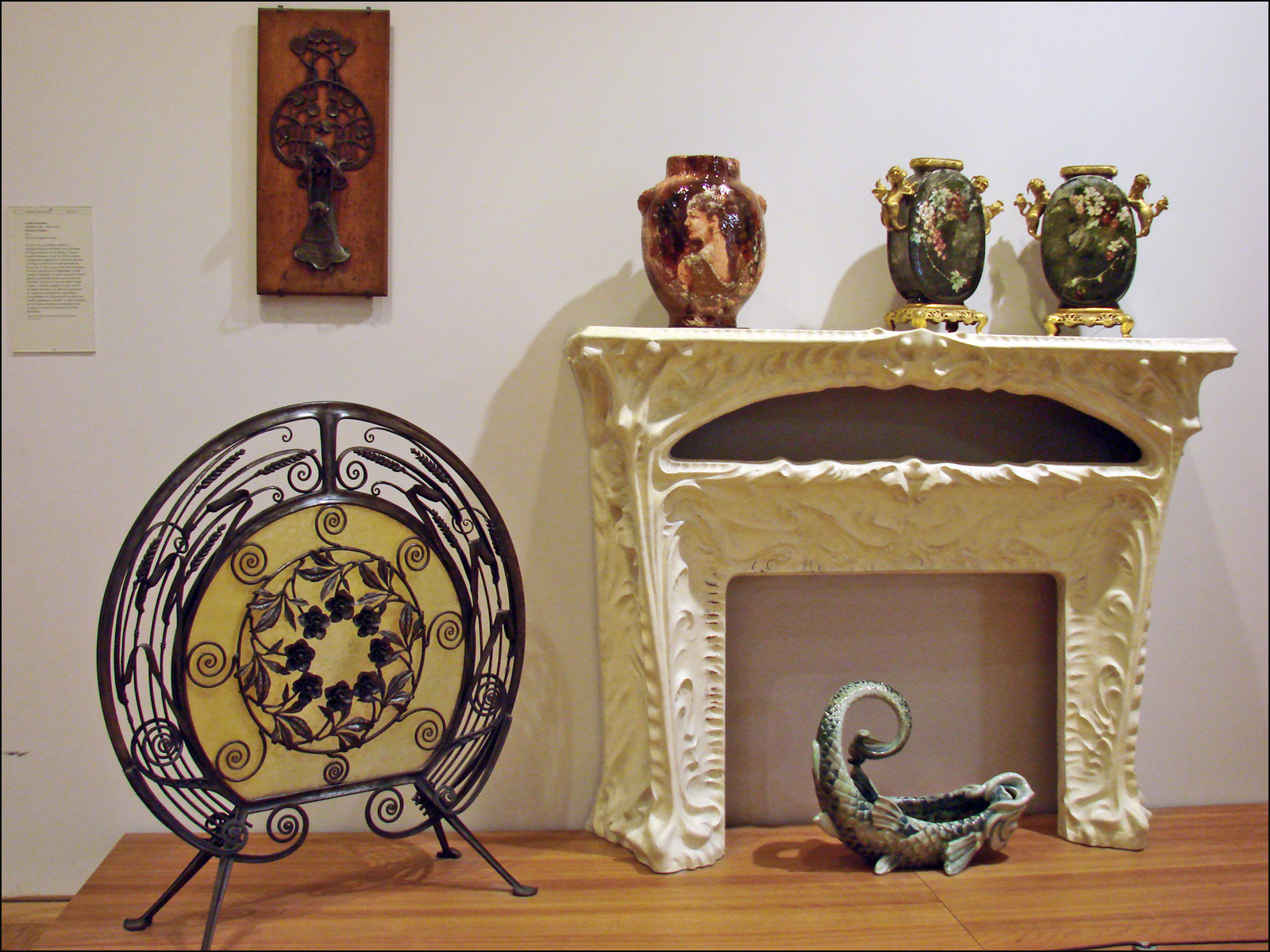
Cheminée d'Hector Guimard. Devant la cheminée se trouve une jardinière en forme de carpe d'Edmond Lachenal, faïence (vers 1906). Paris, Petit Palais.

La cristallerie Daum a souvent fait appel à des artistes. Sa collaboration avec Edmond Lachenal a commencé alors qu'il travaillait encore à l'atelier Deck et s'est développée ensuite. Des œuvres, vases, verres de tables, ont été présentées à l'Exposition internationale de Bruxelles de 1897.

Coopération avec la maison Daum
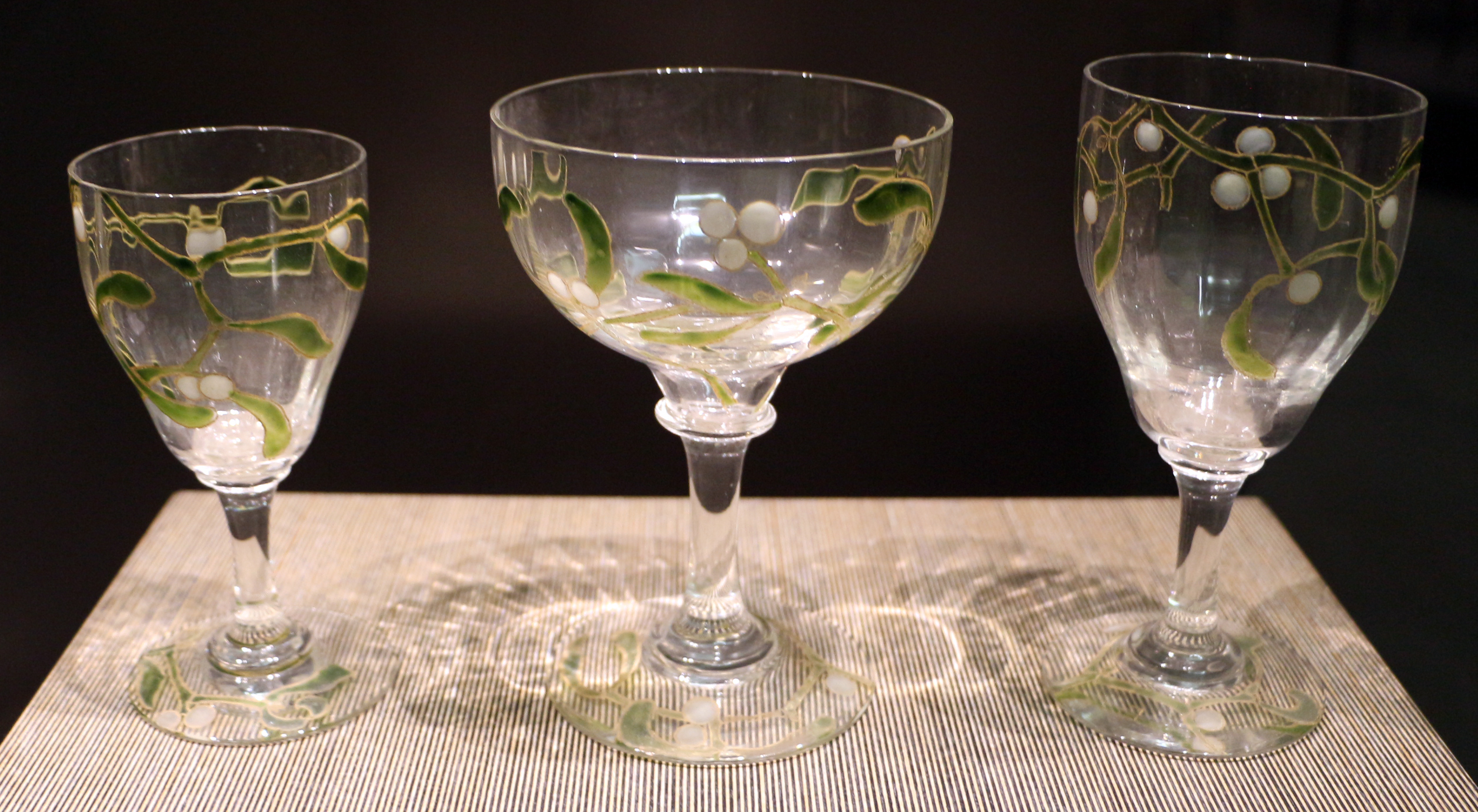
Verres Daum (1901), Paris, musée d'Orsay.
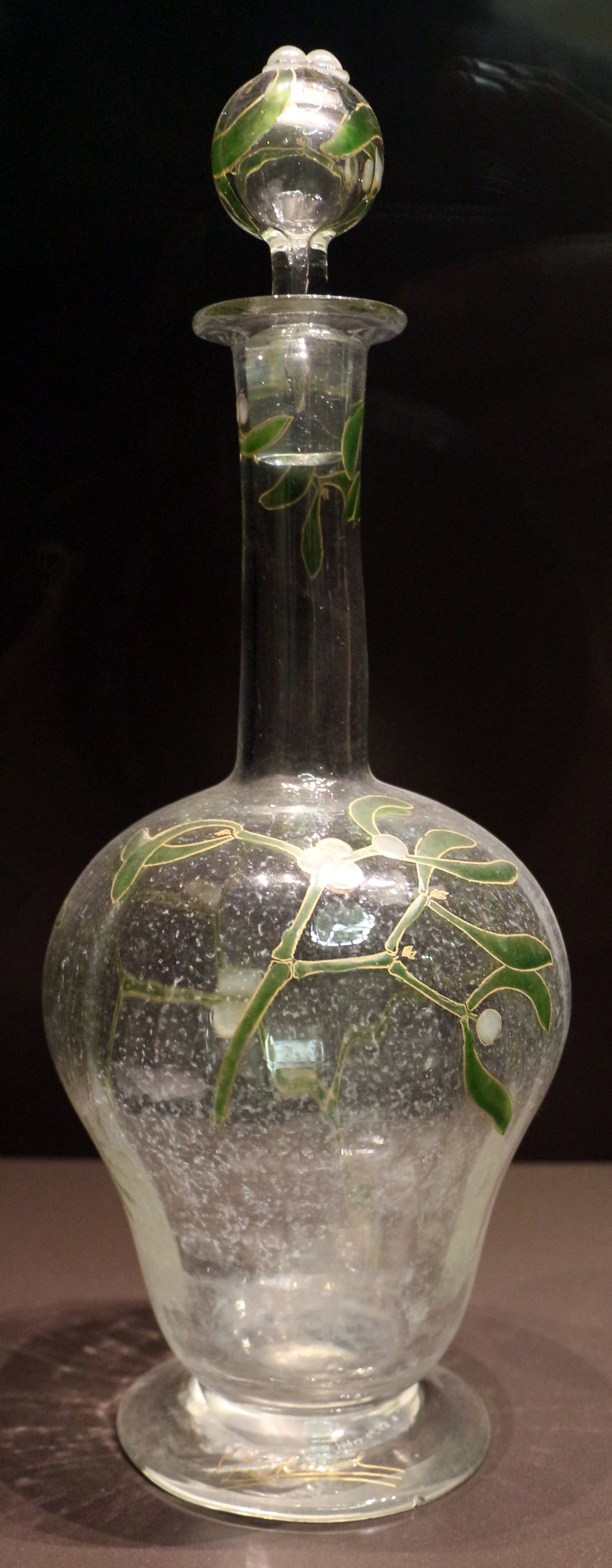
Carafe Daum (1901), Paris, musée d'Orsay.